# Herzblättrige Schneeflockenblume
Die Herzblättrige Schneeflockenblume, auch Schneeflockenblume, (Chaenostoma cordatum Benth., Syn.: Manulea cordata Thunb., Sutera cordata (Thunb.) Kuntze) ist eine Pflanzenart aus der Familie der Braunwurzgewächse (Scrophulariaceae). Sie stammt aus dem südlichen Südafrika und wird als Zierpflanze verwendet und dann als "Bacopa" oder Schneeflöckchen bezeichnet.

## Beschreibung
Die Art ist eine ausdauernde, als Wildpflanze halbstrauchige Pflanze, also an der Basis verholzt, die oberen Teile krautig. Gartenpflanzen oder in Mitteleuropa verwilderte Individuen sind einjährige krautige Pflanzen (die Pflanze ist nicht winterhart). Der Spross ist niederliegend und kriechend, oft an den Knoten bewurzelnd (gärtnerisch als Bodendecker bezeichnet). Von diesen Kriechtrieben gehen kurze, aufrechte Seitentriebe ab, die 5 bis 15 Zentimeter Höhe erreichen. Die gesamte Pflanze, einschließlich der Triebe, ist fein behaart. Die Blätter sind gegenständig. Sie sind vielgestaltig, ihre Blattspreite meist eiförmig mit stumpfem Apex, gelegentlich mit abgestutzer oder herzförmiger Basis, etwa 1,3 Zentimeter lang gestielt, maximal bis etwa 25 Millimeter lang und breit. Der Rand der Spreite ist grob gezähnt bis gesägt.
Die Blüten sitzen blattachselständig jeweils einzeln. Ihr Kelch ist fünfzipfelig, die Zähne jeweils linear-pfriemlich bzw. schmal linealisch. Die stieltellerförmige Blütenkrone ist weiß, gelegentlich hell lavendelfarben, die Kronröhre innen gelb gefleckt. Sie besteht aus einer schmalen, geraden oder schwach gebogenen Kronröhre, um deren Schlund mit fünf flach radförmig ausgebreiteten verlängert obovaten (umgekehrt eiförmigen) Kronzipfeln. Die vier Staubblätter sind in die Kronröhre eingeschlossen, sie sind unterschiedlich lang, jeweils zwei von ihnen mit gleicher Länge.

## Vorkommen
Wie die gesamte Gattung ist die Art ein Endemit von Südafrika. Sie ist dort etwa von George bis East London, in den Provinzen Westkap und Ostkap, verbreitet. Sie wächst im Küstenland und im Landesinneren in bewaldeten Schluchten (lokal kloofs genannt), etwa bis in eine Meereshöhe von 1000 Metern. Die Art ist ungefährdet.
Von hier wurde sie als Zierpflanze, für Balkons, Ampeln und Rabatten in zahlreichen gärtnerisch veredelten Sorten fast weltweit eingeführt und angebaut. Ihre Blütezeit in Mitteleuropa reicht von Mai bis Oktober. Die Art ist in Mitteleuropa sehr selten, zumeist unbeständig, verwildert, so etwa in Offenburg (Baden-Württemberg), nahe Kassel (Hessen), in Aachen (Nordrhein-Westfalen) oder in Braunschweig (Niedersachsen). Verwilderungen sind auch aus Belgien bekannt, wo sie zumindest lokal offenbar mehrere Jahre am selben Standort ausdauern konnte. Wuchsort sind meist Ränder befestigter Flächen oder Pflasterritzen.
Die Zierpflanze ist frostempfindlich und wird meist über Ableger vermehrt.

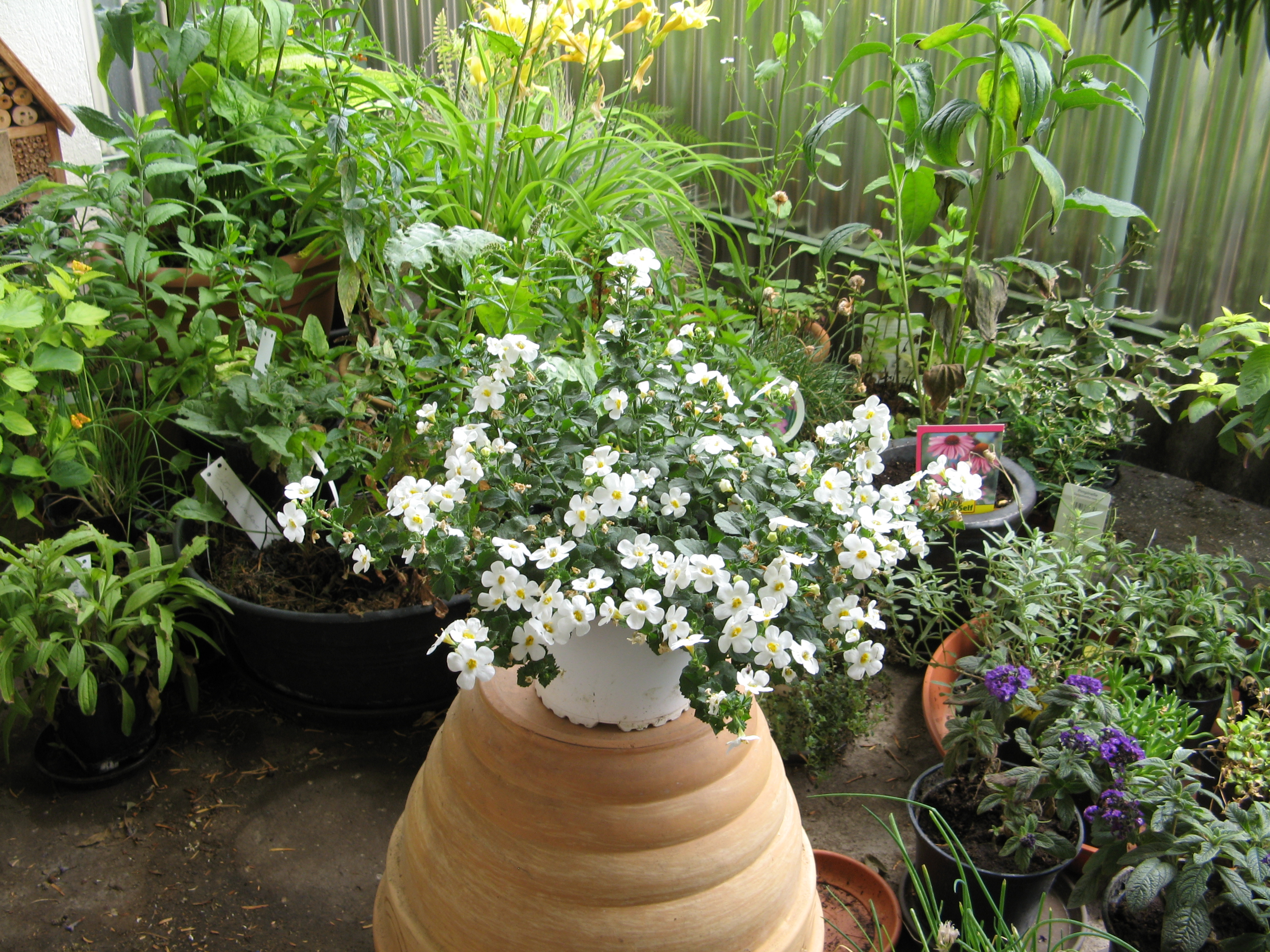
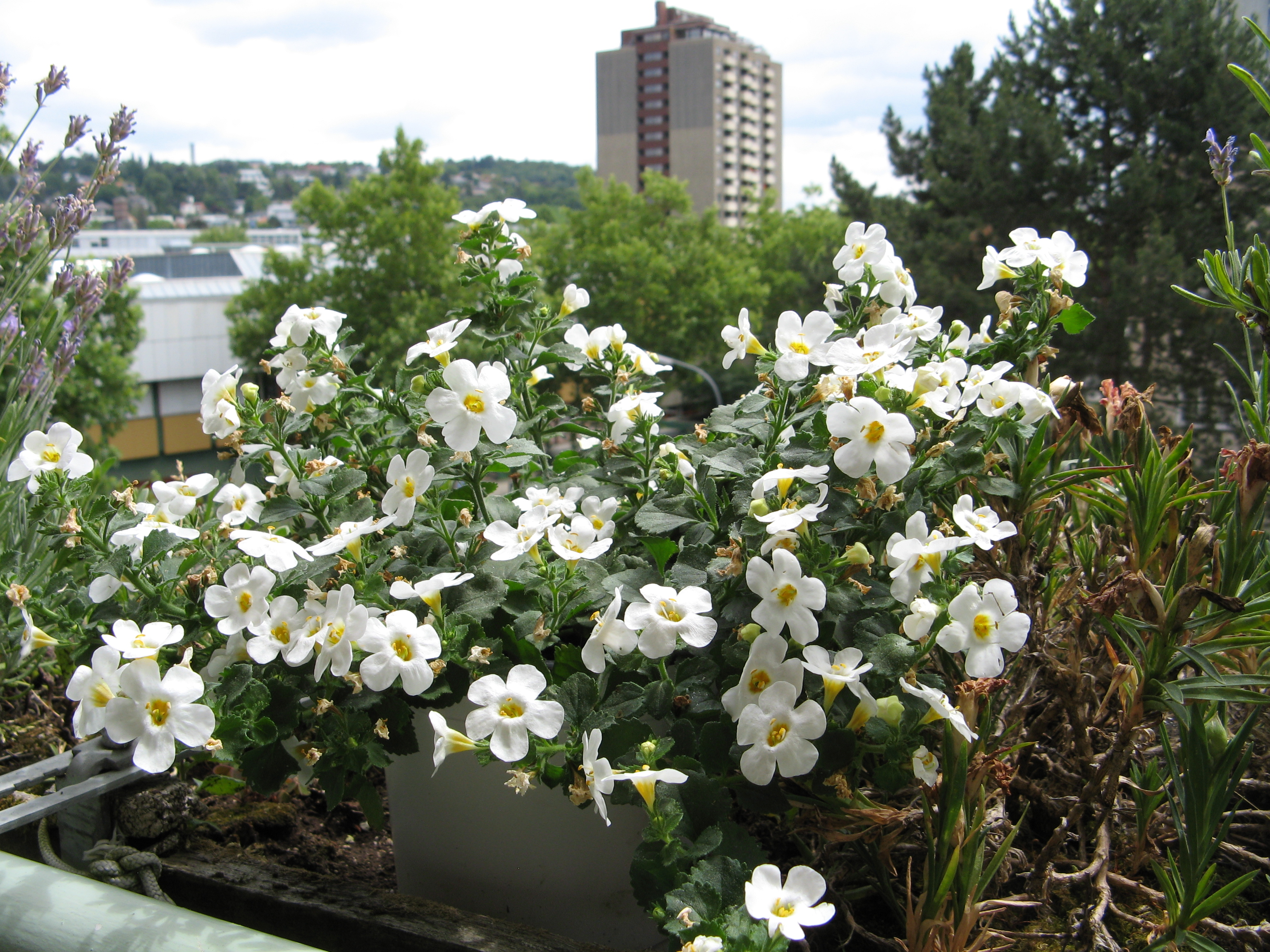
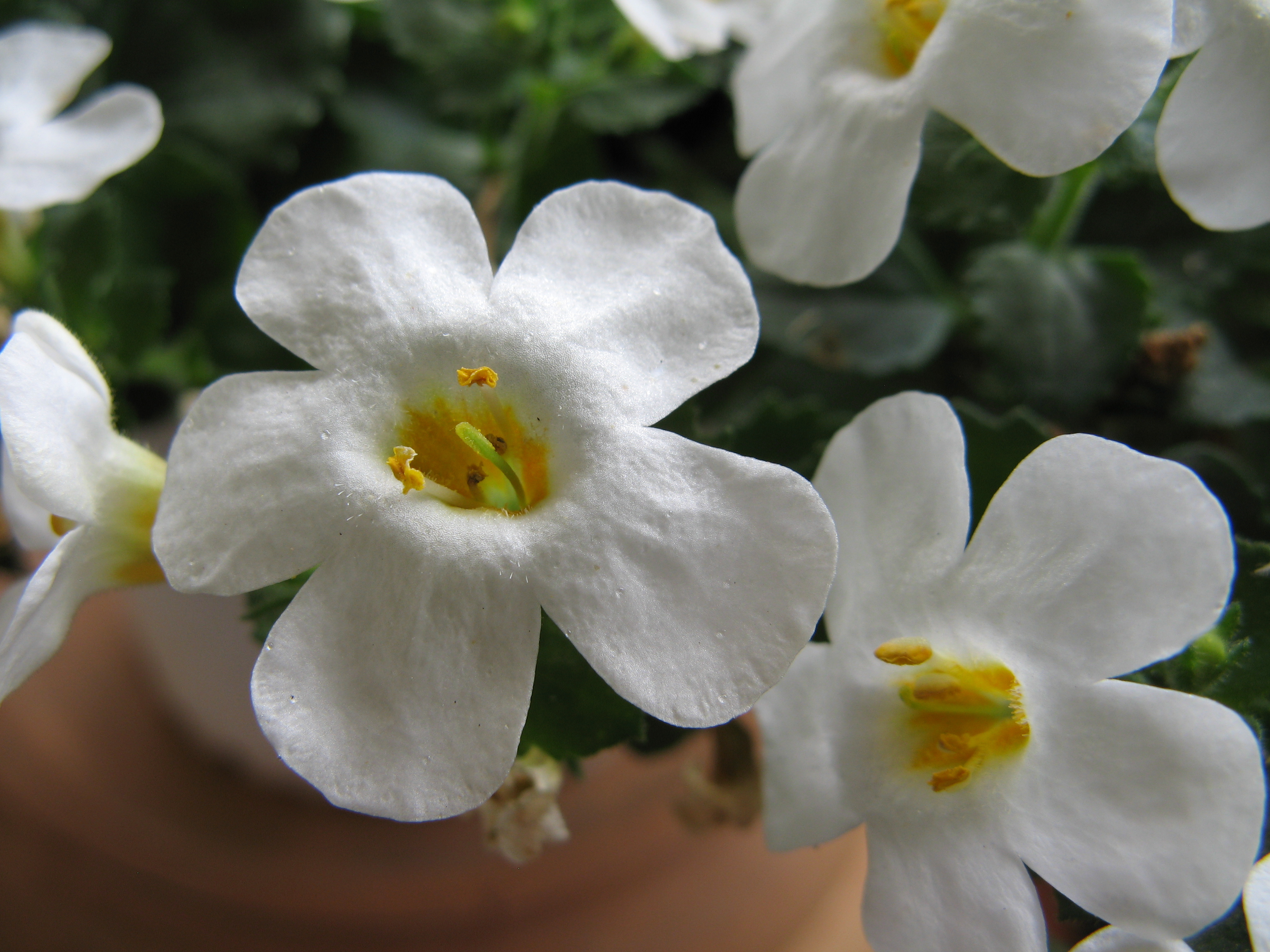

## Taxonomie
Die Herzblättrige Schneeflockenblume wurde 1800 von Carl Peter Thunberg als Manulea cordata Thunb. in Prodr. Pl. Cap. 2: 102 (1800) erstbeschrieben. Sie wurde durch George Bentham als Chaenostoma cordatum (Thunb.) Benth. in Compan. Bot. Mag. 1: 377 (1836) in die von ihm selbst neu aufgestellte Gattung Chaenostoma gestellt. Ein Synonym der Art ist Sutera cordata (Thunb.) Kuntze.
Chaenostoma Benth. in Hook., nom. cons. ist eine Gattung mit 46 Arten, die alle in Afrika südlich von Kunene und Sambesi verbreitet sind. Bis 2004 war ihr Status umstritten, meist wurde sie als Sektion einer weit gefassten Gattung Sutera aufgefasst. Per Kornhall und Birgitta Bremer zeigten dann 2004, dass eine solche Einheit nicht monophyletisch wäre und haben daraufhin Chaenostoma wieder, wie schon ursprünglich von Hooker vorgeschlagen, zu einer eigenständigen Gattung hochgestuft. In den meisten veröffentlichten Quellen ist die Art noch unter Sutera cordata aufgeführt. In gärtnerischer Literatur ist sie oft als „Bacopa“ gelistet, wird also irrtümlich der Gattung der Fettblätter (Bacopa) zugeordnet.